# Стівен Перрі (спортсмен)
Стівен Перрі  (англ. Stephen Parry, 2 березня 1977) — британський плавець, олімпійський медаліст.

## Виступи на Олімпіадах
| Олімпіада   | Дисципліна                        | Місце |
| ----------- | --------------------------------- | ----- |
| Сідней 2000 | плавання на 200 метрів, батерфляй | 6     |
| Афіни 2004  | плавання на 200 метрів, батерфляй | 3     |